# 陈邦柱 (1945年)
陈邦柱（1945年10月—2024年12月18日），男，陕西咸阳人，中华人民共和国政治人物。中国人民解放军测绘学院天文大地测量专业毕业；曾任中华人民共和国国家测绘局局长、党组书记。

## 生平
陈邦柱1964年11月加入中国共产党。1968年8月从部队院校毕业後，就被分配到中国人民解放军陆军第六师17团，下连队当兵锻炼。一年後，他被调入解放军新疆军区测绘大队工作；并历任测绘大队技术员、作业组长、副指导员。从此，陈邦柱干了一辈子的测绘、测量工作。
1978年10月，陈邦柱离开部队，转业到国家测绘局第一大地测量队工作；并历任第一大地测量队保卫干事、中队指导员、党支部书记、大队党委委员、副大队长等职。1983年8月起，陈邦柱历任陕西省测绘局办公室副主任、组织部长，测绘局党委常委、副书记、书记，陕西省测绘局副局长等职。1994年12月，他被调入国家测绘局工作，并出任国家测绘局纪检组长；1996年4月，出任测绘局副局长；2000年1月16日晋升为局长。

### 重测珠峰
2005年10月9日，陈邦柱宣布中国最新测算的珠穆朗玛峰的高程为8844.43米；同时宣布，原1975年公布的测算数据8848.13米停止使用。而完成重新测量世界最高峰任务的，正是原来陈邦柱曾工作过的国家测绘局第一大地测量队；而具体负责复测的副总指挥、第一大地测量队的副大队长陈永军，则是陈邦柱的儿子。
2005年的11月，因年龄到限，陈邦柱被宣布免去国家测绘局局长的职务。而代表中国政府宣布珠穆朗玛峰测算的新结果，就为陈邦柱三十多年的测绘生涯劃上了圆满的句号。